# 菲利普·托尔·希尔
小菲利普·托尔·「菲爾」·希尔（英文：Philip Toll "Phil" Hill, Jr.，1927年4月20日—2008年8月28日），美国赛车手，一屆一级方程式世界车手冠军、三屆勒芒24小时耐力赛冠軍和三屆賽百靈12小時耐力賽冠軍。他也是唯一一位出生于美国并最终获得世界冠军的车手（马里奥·安德烈蒂是另外一名获得世界冠军的车手，但是他并非出生于美国）。
菲尔·希尔经常被外人形容为“周到、溫柔的男人”（thoughtful，gentle man），他曾经也说过：“我入错了行。我并不想去击败任何人，我也不想成为大英雄。我基本上是个爱好和平的人。（I'm in the wrong business. I don't want to beat anybody, I don't want to be the big hero. I'm a peace-loving man, basically.）”